# Гемсбах
Гемсбах (нім. Hemsbach) — місто в Німеччині, у землі Баден-Вюртемберг. Підпорядковується адміністративному округу Карлсруе. Входить до складу району Рейн-Неккар.
Площа — 12,86 км2. Населення становить 11 706 ос. (станом на 31 грудня 2020).